# Tryphon
Tryphon — род наездников из семейства Ichneumonidae (подсемейство Tryphoninae).

## Описание
Наездники средних размеров, в длину достигают 10—15 мм. Размер переднего крыла составляет 4—9 мм. В жгутике усика 23—37 члеников. Наличник с поперечным гребнем, по нижнему краю с рядом щетинок или мелких шипиков. Яйцеклад прямой или слегка загнут книзу. Окраска тела, как правило, типичная для подсемейства Tryphoninae: голова и грудь чёрные, большая часть брюшка красная. Ноги, как правило, чёрные, за исключением голеней и лапок, имеющих рыжевато-красную окраску.

## Распространение
В мировой фауне известно около 60 видов рода. 16 видов известны из Северной Америки, остальные палеарктические. Граница распространения рода на севере приближается к полярному кругу и местами пересекает его. На юге ареал ограничен 35 параллелью, хотя некоторые виды могут встречаться южнее (в горах).
Подроды Stenocrotaphon, Symboethus и Tryphon распространены очень широко. Два других подрода имеют узкие ареалы. Подрод Noemon, в состав которого входит 8 видов, известен из Калифорнии, подрод Cleonyx с одним видом Cleonyx errator — с Кавказа.

## Экология
Личинки — эктопаразиты настоящих пилильщиков родов Dolerus и Loderus, живущих на хвощах, ситниках, осоках и злаках.

## Список видов
В составе рода:
- Tryphon abditus Kasparjan, 1969
- Tryphon atriceps Stephens, 1835
- Tryphon auricularis Thomson, 1883
- Tryphon bidentulus Thomson, 1883
- Tryphon bilineolatus Kriechbaumer, 1897
- Tryphon brevipetiolaris Uchida, 1955
- Tryphon brunniventris Gravenhorst, 1829
- Tryphon caucasicus Kasparyan, 1969
- Tryphon duplicatus (Heinrich, 1953)
- Tryphon errator Kasparyan, 1969
- Tryphon exareolatus Constantineanu & Constantineanu, 1976
- Tryphon exclamationis Gravenhorst, 1829
- Tryphon fulviventris Holmgren, 1857
- Tryphon grossus Brischke, 1892
- Tryphon haematopus Ruthe, 1859
- Tryphon heliophilus Gravenhorst, 1829
- Tryphon hinzi (Heinrich, 1953)
- Tryphon jezoensis Uchida, 1930
- Tryphon latrator (Fabricius, 1781)
- Tryphon nagahamensis Uchida, 1930
- Tryphon nigrinus Brischke, 1871
- Tryphon nigripes Holmgren, 1855
- Tryphon obtusator (Fabricius, 1775)
- Tryphon psilosagator Aubert, 1966
- Tryphon punctatus Kasparyan, 1973
- Tryphon rarus Kasparyan, 1969
- Tryphon relator (Thunberg, 1822)
- Tryphon rutilator (Linnaeus, 1761)
- Tryphon talitzkii Telenga, 1930
- Tryphon teberda Kasparyan, 1996
- Tryphon trochanteratus Holmgren, 1855
- Tryphon signator Gravenhorst, 1829
- Tryphon subsulcatus Holmgren, 1855
- Tryphon thomsoni Roman, 1939
- Tryphon zavreli Gregor, 1939